# Bundesbau Baden-Württemberg
Der Landesbetrieb Bundesbau Baden-Württemberg (BBBW) erledigt als sogenanntes „geliehenes Organ“ die (Hoch-)Bauaufgaben der Bundesrepublik Deutschland innerhalb Baden-Württembergs und an einigen anderen Stellen der Welt. Die Betriebsleitung in Freiburg ist eine Abteilung der Oberfinanzdirektion Baden-Württemberg (OFD BW) und bildet zusammen mit sechs Staatlichen Hochbauämtern (FR, KA, HD, SHA, S, UL) den Landesbetrieb.
Im Jahr 2023 beschäftigte der BBBW rund 780 Personen. Das Aufgabenvolumen beträgt etwa 4 Milliarden Euro, der Bauumsatz betrug im Jahr 2023 einschließlich Planerhonoraren 506,9 Millionen Euro. Für 2024 wird eine moderate Steigerung des Bauvolumens erwartet.
Bisher hatte das Bundesministerium für Wohnen, Stadtentwicklung und Bauwesen (BMWSB) die für den Bund tätigen Landesbauverwaltungen als Organe von den Ländern entliehen. Seit 1. August 2022 ist die Bundesanstalt für Immobilienaufgaben (BImA) Organentleiher. Die Fachaufsicht über den BBBW liegt projektbezogen bei den Bauherrschaften, die Dienstaufsicht verbleibt wie bisher beim Ministerium für Finanzen Baden-Württemberg.

## Aufgabenspektrum in Baden-Württemberg
Alle Hochbauten, die Bundesbehörden dienen bzw. deren Bau im Interesse des Bundes liegt.

## Aufgaben außerhalb Baden-Württemberg

### Im Bundesgebiet
Als beratendes Kompetenzzentrum (zivil) oder Leitstelle (militärisch): Diverse Spezialgebiete, wie z. B. das Sanitätsinfrastrukturmanagement der Bundeswehr (Beratung der Bundeswehrkrankenhäuser und Sanitätseinrichtungen), Konformitätsprüfung im Nachhaltigkeitssystem des Bundes BNB für Laborgebäude, Liegenschaftswasserversorgung u. v. m.

### Entlastung für das Bundesamt für Bauwesen und Raumordnung (BBR); Zuständigkeit bis auf weiteres für bestimmte Objekte

#### In Berlin
- Bauliche Betreuung und Entwicklung des Bundesinstituts für Risikobewertung (BfR) und des Bundesamts für Verbraucherschutz und Lebensmittelsicherheit (BVL) in Marienfelde
- Bauherrenleistungen für den Neubau Museum der Moderne „berlin modern“, Architekten Herzog und de Meuron[3]
- Neubauten am Bundeswehrkrankenhaus wie das Psychotraumazentrum
- Neubau des Forschungsgebäudes „GBD 149“ für die Bundesanstalt für Materialforschung und -prüfung (BAM) in Integrierter Projektabwicklung (IPA).

#### In etwa 25 Ländern an rund 30 Standorten
Sanierungen und Neubauten für Deutsche Botschaften, Schulen und Kultureinrichtungen wie „1014 - space for ideas“ in New York und das Goethe-Institut in Tokyo.